# Léo Bergère
Pour les articles homonymes, voir Bergère.
Léo Bergère, né le 28 juin 1996 à Le Pont-de-Beauvoisin en Isère, est un triathlète français, double champion du monde de triathlon en relais mixte (2019, 2020) et champion du monde de triathlon courte distance en 2022. Lors des Jeux olympiques de Paris 2024, il obtient la médaille de bronze.

## Biographie
Léo Bergère est sergent au sein de l'armée française.

### Carrière en triathlon
Léo Bergère est sacré champion du monde de relais mixte juniors-U23 lors des championnats du monde de triathlon 2018 à Gold Coast. Il est médaillé d'or en relais mixte aux championnats d'Europe de triathlon 2019 à Weert. En septembre 2019, il décroche le titre de champion de France individuel sur courte distance.
Le 13 août 2022, il devient champion d'Europe sur courte distance à Munich lors des championnats sportifs européens 2022 et signe avec ses deux compatriotes, Pierre Le Corre et Dorian Coninx, le premier podium entièrement tricolore de l'épreuve internationale. Le lendemain, il fait partie de l'équipe de France avec Cassandre Beaugrand, Emma Lombardi et Dorian Coninx qui remporte le titre européen en relais mixte.
Le 26 novembre 2022, il devient champion du monde de triathlon, en s'imposant à Abou Dabi devant Morgan Pearson, lors de la grande finale des Série des championnats du monde de triathlon (WTSC). C'est le second Français, après Vincent Luis, à décrocher une couronne mondiale dans cette compétition.
Le 31 juillet 2024, lors des Jeux olympiques d'été de 2024 à Paris, il décroche la médaille de bronze.
Le 16 décembre 2024, aux championnats du monde Ironnman 70.3, à Taupo en Nouvelle-Zélande, il obtient la médaille de bronze.

## Palmarès en triathlon
Le tableau présente les résultats les plus significatifs (podium) obtenus sur le circuit international de triathlon depuis 2018,.
| Année | Compétition                                | Pays                | Position           | Temps           |
| ----- | ------------------------------------------ | ------------------- | ------------------ | --------------- |
| 2024  | Championnats du monde d'Ironman 70.3       | Nouvelle-Zélande    | Médaille de bronze | 3 h 35 min 8 s  |
| 2024  | Jeux olympiques d'été de 2024 à Paris      | France              | Médaille de bronze | 1 h 43 min 43 s |
| 2024  | Championnats du monde - Classement général |                     | Médaille de bronze | 3 728 points    |
| 2024  | WTCS Torremolinos (finale)                 | Espagne             | Médaille d'argent  | 1 h 43 min 24 s |
| 2024  | WTCS Weihai                                | Chine               | Médaille d'argent  | 1 h 49 min 7 s  |
| 2024  | Ironman 70.3 Valence                       | Espagne             | Médaille d'or      | 3 h 40 min 27 s |
| 2023  | Championnats du monde - Classement général |                     | Médaille de bronze | 4 002 points    |
| 2023  | WTCS Sunderland                            | Royaume-Uni         | Médaille d'argent  | 54 min 6 s      |
| 2023  | WTCS Cagliari                              | Italie              | Médaille de bronze | 1 h 37 min 5 s  |
| 2023  | Ironman 70.3 Oceanside                     | États-Unis          | Médaille d'or      | 3 h 45 min 25 s |
| 2022  | Championnats du monde - Classement général |                     | Médaille d'or      | 4741 points     |
| 2022  | Championnats d'Europe                      | Allemagne           | Médaille d'or      | 1 h 41 min 9 s  |
| 2022  | WTCS Abou Dabi                             | Émirats arabes unis | Médaille d'or      | 1 h 44 min 14 s |
| 2022  | WTCS Montréal                              | Canada              | Médaille de bronze | 21 min 59 s     |
| 2022  | WTCS Yokohama                              | Japon               | Médaille de bronze | 1 h 43 min 59 s |
| 2022  | WTCS Leeds                                 | Royaume-Uni         | Médaille d'argent  | 53 min 28 s     |
| 2022  | Ironman 70.3 Lanzarote                     | Espagne             | Médaille d'or      | 3 h 55 min 43 s |
| 2021  | WTS Finale Edmonton                        | Canada              | Médaille de bronze | 1 h 44 min 15 s |
| 2021  | WTS Montréal                               | Canada              | Médaille de bronze | 22 min 11 s     |
| 2021  | WTS Hambourg                               | Allemagne           | Médaille de bronze | 53 min 9 s      |
| 2021  | Coupe d'Europe - l'étape de Melilla        | Espagne             | Médaille d'or      | 49 min 6 s      |
| 2020  | Championnat du monde courte distance       | Allemagne           | Médaille de bronze | 49 min 18 s     |
| 2020  | Championnat de France courte distance      | France              | Médaille d'or      | 52 min 35 s     |
| 2018  | Coupe d'Europe - l'étape de Quarteira      | Portugal            | Médaille d'argent  | 1 h 50 min 45 s |

| Année | Compétition                           | Pays        | Position           | Temps           |
| ----- | ------------------------------------- | ----------- | ------------------ | --------------- |
| 2022  | Championnats d'Europe en relais mixte | Allemagne   | Médaille d'or      | 1 h 25 min 30 s |
| 2022  | WTS Leeds                             | Royaume-Uni | Médaille de bronze | 1 h 28 min 20 s |
| 2020  | Championnat du monde en relais mixte  | Allemagne   | Médaille d'or      | 1 min 18 s 25   |
| 2019  | Championnat du monde en relais mixte  | Allemagne   | Médaille d'or      | 1 h 20 min 18 s |
| 2019  | Championnats d'Europe en relais mixte | Pays-Bas    | Médaille d'or      | 1 h 11 min 40 s |
| 2018  | WTS Nottingham                        | Royaume-Uni | Médaille de bronze | 1 h 21 min 57 s |

| Année | Nombres | Étapes               |
| ----- | ------- | -------------------- |
| 2021  | 1       | Saint-Jean-de-Monts  |
| 2019  | 2       | Dunkerque, Muret     |
| 2018  | 1       | Valence              |
| Total | 4       | 4 villes différentes |

## Décorations
- Chevalier de l'ordre national du Mérite (2024)[11]